# Філіппо Маккі
Томмазо Маріні (19 вересня 2001 , Понтедера, Тоскана ) — італійський фехтувальник на рапірах, дворазовий срібний призер Олімпійських ігор 2024 року, чемпіон Європи.

## Виступи на Олімпіадах
| Олімпіада  | Дисципліна           | Місце |
| ---------- | -------------------- | ----- |
| Париж 2024 | індивідуальна рапіра | 2     |
| Париж 2024 | командна рапіра      | 2     |